# Chiesa di Santa Maria Assunta (Manzano)
La chiesa di Santa Maria Assunta è la parrocchiale di Manzano, in provincia ed arcidiocesi di Udine; fa parte della forania del Friuli Orientale.

## Storia
La primitiva chiesa di Manzano venne edificata forse nel X secolo; siamo sicuri, invece, che questo edificio fu ampliato o ricostruito nel 1436. Detta chiesa subì un rifacimento nel 1582. L'attuale parrocchiale venne costruita nel XVIII secolo e consacrata nel 1821. Facciata restaurata nel 2011; sopra il portale l'Assunta, originariamente eseguita ad encausto nel 1946 dal pittore Luigi Diamante.

## Interno
Opere di pregio conservate all'interno della chiesa sono l'altar maggiore, realizzato nel 1897 dai fratelli Paron ed impreziosito dalle statue di due angeli e del Redenotre, opera di Temistocle Santi, le statue dei Santi Giovanni Evangelista e Giuseppe, i settecenteschi altari laterali, provenienti dalla non più esistente chiesa dei Barnabiti di Udine, gli affreschi del soffitto, dipinti nel 1921 dal gemonese Giuseppe Barazzutti, e quello raffigurante la Crocifissione, eseguito nel 1959 da Giovanni Pittini da Tarcento.